# اسکار رامرز (بازیکن فوتبال، زاده ۱۹۸۴)
اسکار رامرز (انگلیسی: Óscar Ramírez؛ زادهٔ ۱ مارس ۱۹۸۴) بازیکن فوتبال اهل اسپانیا است.
از باشگاه‌هایی که در آن بازی کرده‌است می‌توان به باشگاه فوتبال اوئسکا، باشگاه فوتبال پومفرادینا، و باشگاه فوتبال سابادل اشاره کرد.